# ثئوفراستوس (دهانه)
ثئوفراستوس یک دهانه برخوردی در ماه‌ است.